# Peter Schnitzler
Peter Schnitzler (* 19. Februar 1927 in Erftstadt/Erp; † 13. Mai 2019 in Erftstadt) war ein deutscher Tänzer und Choreograf. Von 1959 bis 1984 war er Ballettmeister am Stadttheater Aachen. Peter Schnitzler gilt als der Erfinder der Hebefiguren beim Mariechentanz im Kölner Karneval.

## Werdegang
Peter Schnitzler kam als Sohn eines Landwirts zur Welt. Nach der Volksschule absolvierte von 1941 bis 1944 eine kaufmännische Ausbildung. 1944 wurde er ins Militär eingezogen und geriet 1945 in Frankreich in englische Kriegsgefangenschaft. Dort hatte er ersten Kontakt mit der Theaterbühne, als er zur Unterhaltung seiner Mithäftlinge im Kriegsgefangenenlager auftrat.
Ab 1947 arbeitete er, zusammen mit seiner späteren Ehefrau Hilde, an der Wanderbühne Bad Nauheim und absolvierte bis 1948 eine Ausbildung zum Gesellschaftstanzlehrer in Köln und im Anschluss bis 1950 eine Bühnentanzausbildung. Im selben Jahr erhielt er sein erstes Engagement an der Kölner Oper, an der er ab 1956 1. Solotänzer wurde, und traf auf seine langjährige Tanzpartnerin Biggi Fahnenschreiber. Jacques Königstein lud ihn 1958 nach Aachen ein, wo er schließlich von 1959 bis 1984 Ballettmeister am Stadttheater wurde.
Ab den 1960er Jahren war er Choreograph verschiedener Tanzgruppen und Korpsgesellschaften im Kölner (u. a. Tanzgruppe Hellige Knäächte un Mägde) und Aachener Karneval sowie für zahlreiche Tanzaufführungen. Besonders die, unter seiner Anleitung und in Zusammenarbeit mit der Tänzerin Gerdemie Basseng, Einführung der Hebefiguren in den Mariechentanz sorgte für Aufsehen und war eine Neuerung im Karnevalstanz.
Für seine langjährigen Verdienste um den Kölner Karneval wurde er 2003 mit der Willi-Ostermann-Medaille ausgezeichnet. Peter Schnitzler wurde an seinem 90. Geburtstag zum Ehrenmitglied der Altstädter Köln 1922 eV ernannt.

## Privates
Peter Schnitzler war von 1950 bis zu ihrem Tod 2016 mit der Theaterschauspielerin und Tänzerin Hildegard Schnitzler, geb. Nießen, verheiratet. Nach dem Tod seiner Frau lebte er in einem Seniorenheim in Erftstadt-Liblar, wo er im Mai 2019 friedlich und ruhig im Kreise seiner Familie nach längerer Krankheit verstorben ist. Peter Schnitzler wurde am 24. Mai 2019 in einer Urne in Erftstadt-Erp beigesetzt.

## Ehrungen (Auswahl)
- 2002: Rheinlandtaler[5]
- 2003: Willi-Ostermann-Medaille
- 2017: Eintragung in das Goldene Buch der Stadt Köln[6]